# لين ستيفنز
لين ستيفنز (بالإنجليزية: Len Stevens)‏ هو مدرب كرة سلة أمريكي، ولد في 19 مايو 1942.